# Hoffman, Oklahoma
Hoffman är en ort i Okmulgee County i delstaten Oklahoma, USA.